# HMHC Te Werve
"Haagse Mixed Hockey Club" Te Werve is een voormalige Nederlandse hockeyclub uit Rijswijk (Zuid-Holland).
De club werd opgericht op 22 december 1926 en speelde vanaf 1928 op het Landgoed Te Werve in Rijswijk. In datzelfde jaar verkreeg de club het lidmaatschap van de NHB. De hockeyclub was besloten en alleen werknemers van de Bataafse Petroleum Maatschappij (thans Royal Dutch Shell) mochten lid worden van de club. Op het landgoed dat eigendom was van de Bataafse Petroleum Maatschappij waren ook andere sporten vertegenwoordigd, zoals voetbal (HVV Te Werve), tennis, rugby, basketbal, zwemmen en atletiek. De laatste decennia kwamen er echter steeds meer nieuwe leden van buiten die geen affiniteit hadden met Shell bij de van oorsprong personeelsvereniging. Per 1 juli 1998 besloot Shell als gevolg van bezuinigingen afstand te doen van het landgoed en alle faciliteiten eromheen. Een speciale Werkgroep Toekomst Te Werve probeerde tevergeefs onder meer de hockeyclub te behouden. Na de zomer van 1998 keerde de hockeyclub niet meer terug in de KNHB-competitie.